# امامزاده سیدآباد
امامزاده سیدآباد مربوط به دوره صفوی است و در شهرستان نیشابور واقع شده است. این اثر در تاریخ ۲۷ اسفند ۱۳۸۷ با شمارهٔ ثبت ۲۶۲۷۳ به‌عنوان یکی از آثار ملی ایران به ثبت رسیده است.